# Sarah Waters
Sarah Waters (Neyland, comtat de Pembroke, Gal·les, 21 de juliol de 1966) és una escriptora gal·lesa. Viu a Londres. Estudià a la Universitat de Kent, on presentà una tesi sobre literatura anglesa; ha estat llibretera i professora.
La seua primera novel·la,Tipping the Velvet (Besar el vellut), aparegué al 1998 i té per tema el lesbianisme en l'època victoriana (el vellut era un dels noms del sexe femení en l'argot de l'època). L'obra ha estat adaptada per la BBC II per Andrew Davies com una pel·lícula en tres parts.
La seua segona novel·la, Afinitat (1999), fou premiada amb el Stonewall Book: l'acció transcorre en una presó de dones a Londres en època victoriana i reprén els temes amb què l'autora està més a gust (amor, traïció, corrupció, maquiavel·lisme i suspens) i hi afig un toc d'espiritisme. Aquesta novel·la fou adaptada per la ITV i difosa a Gran Bretanya al 2008.
La seua tercera novel·la, Falsa identitat (Fingersmith, 2002) ha consagrat l'autora. La història prové de la novel·la popular (complot, segrest de xiquets, món dels lladres com en Oliver Twist) associats als amors entre persones del mateix sexe. La BBC I l'adaptà al 2005, amb les actrius Elaine Cassidy, Sally Hawkins i Imelda Staunton. El director sud-coreà Chan-Wook Park realitzà una nova adaptació de la novel·la en La donzella (2016).
En Ronda de nit (The Night Watch, 2006), obra apareguda al 2006, els personatges comparteixen secrets i escàndols en el Londres dels anys 40.
La seua obra The Little Stranger, 2009, és una història de fantasmes ambientada en la dècada dels anys quaranta.
Una de les darreres novel·les, Los huéspedes de pago (2017), presenta la història d'una mare i una filla de classe alta que ho han perdut tot en la Primera Guerra Mundial i es veuen obligades a llogar una habitació per subsistir al Londres del 1922.
Sarah Waters fou escollida autora de l'any pel Sunday Times al 2003 i rebé el British Book Award (2002).